# رمزي شوشار
رمزي شوشار (مواليد 16 يونيو 1997) هو سباح جزائري.
تنافس في ألعاب التضامن الإسلامي 2017 وألعاب البحر الأبيض المتوسط 2018. كما شارك في البطولة العربية للسباحة 2016 والبطولة العربية للسباحة 2018 وبطولة إفريقيا للسباحة 2016 وبطولة إفريقيا للسباحة 2018.
مثّل الجزائر في الألعاب الإفريقية 2019 التي أقيمت في الرباط بالمغرب. فاز بالميدالية الذهبية في سباق 400 متر فردي للرجال. مثل الجزائر في ألعاب البحر الأبيض المتوسط 2022 التي أقيمت في وهران بالجزائر.